# Themarohystrix suttoni
Themarohystrix suttoni är en tvåvingeart som beskrevs av Malloch 1939. Themarohystrix suttoni ingår i släktet Themarohystrix och familjen borrflugor. Inga underarter finns listade i Catalogue of Life.